# Telkkisaaret
Telkkisaaret este o arie protejată (arie specială de conservare — SAC, sit de importanță comunitară — SCI) din Finlanda întinsă pe o suprafață de 86 ha, integral pe uscat.

## Localizare
Centrul sitului Telkkisaaret este situat la coordonatele 64°23′26″N 24°42′48″E / 64.3906°N 24.7133°E.

## Înființare
Situl Telkkisaaret a fost declarat sit de importanță comunitară în august 1998 pentru a proteja un număr necunoscut de specii din flora spontană și fauna sălbatică aflate în arealul zonei. Situl a fost protejat și ca arie specială de conservare în aprilie 2015.

## Biodiversitate
Situată în ecoregiunea boreală, aria protejată conține 2 habitate naturale: Turbării active, Taiga vestică.
La baza desemnării sitului se află un număr nedeclarat de specii protejate.